# Eucalyptus sideroxylon
Eucalyptus sideroxylon é uma espécie de planta com flor pertencente à família Myrtaceae. 
A autoridade científica da espécie é A.Cunn. ex Woolls, tendo sido publicada em Proceedings of the Linnean Society of New South Wales, ser. 2 1(3): 859–860. 1886.

## Portugal
Trata-se de uma espécie presente no território português, nomeadamente em Portugal Continental.
Em termos de naturalidade é introduzida na região atrás indicada.

## Proteção
Não se encontra protegida por legislação portuguesa ou da Comunidade Europeia.